# 康比约尔
康比约尔（法語：Cambieure，法語發音：[kɑ̃bjœʁ] ⓘ）是法国奥德省的一个市镇，属于利穆区。

## 地理
康比约尔（43°7'35"N, 2°8'0"E）面积3.2 平方千米，位于法国奧克西塔尼大區奥德省，该省份为法国南部沿海省份，北起塔恩省，西北接上加龙省，西接阿列日省，南至东比利牛斯省，东临地中海，东北与埃罗省接壤。
与康比约尔接壤的市镇（或旧市镇、城区）包括：贝尔韦兹迪拉泽斯、布吕盖罗勒、卡约、鲁捷。

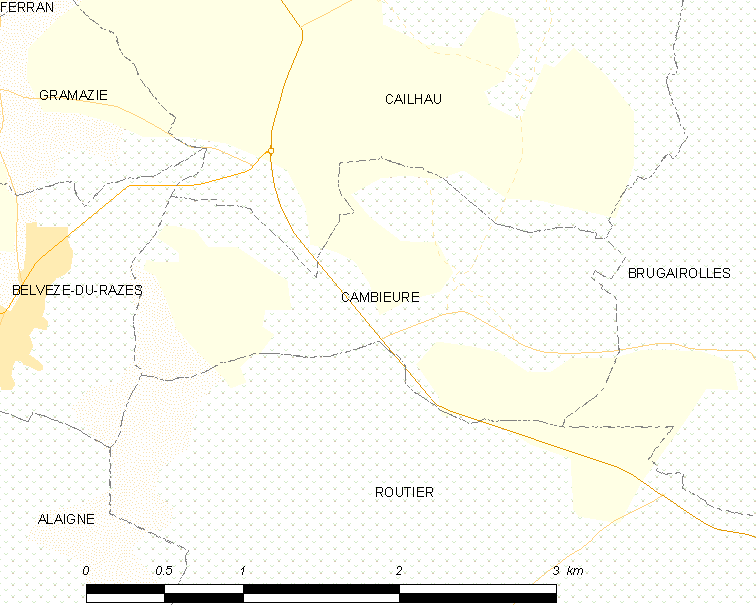
康比约尔的OSM定位图

康比约尔的时区为UTC+01:00、UTC+02:00（夏令时）。

## 行政
康比约尔的邮政编码为11240，INSEE市镇编码为11061。

## 政治
康比约尔所属的省级选区为拉皮耶日欧拉泽斯县。

## 人口

1962-2008年间康比约尔人口变化图示

康比约尔于2022年1月1日时的人口数量为322人。